# Orbite aréostationnaire
Une orbite aréostationnaire ou orbite équatoriale aréosynchrone (abrégé AEO, pour l'anglais areosynchronous equatorial orbit) est une orbite aréosynchrone circulaire dans le plan équatorial de Mars à environ 17 032 km d'altitude. Tout point de cette orbite tourne autour de Mars dans la même direction et avec la même période que la surface martienne. L'orbite aréostationnaire est l'équivalent martien de l'orbite géostationnaire de la Terre. Le préfixe aréo- est dérivé d'Arès, le dieu grec de la guerre et homologue du dieu romain Mars, avec lequel la planète a été identifiée. Le mot grec moderne pour Mars est Άρης (Áris).

## Formule
La vitesse orbitale (la vitesse du mouvement d'un satellite à travers l'espace) se calcule en multipliant la vitesse angulaire du satellite par le rayon orbital :
{\displaystyle R_{syn}={\sqrt[{3}]{G(m_{2})T^{2} \over 4\pi ^{2}}}}
G = Constante universelle de gravitation
m2 = Masse du corps céleste
T = Période de rotation du corps
Grâce à cette formule, on peut trouver l'orbite géostationnaire analogue d'un objet en relation avec n'importe quel corps donné (Mars, dans le cas de l'orbite aréostationnaire).
Compte tenu de la masse de Mars, 6,39 × 1023 kg, et de la période sidérale de 88 642 secondes, l'orbite synchrone a un rayon de 20 428 km depuis le centre de masse de Mars. Par conséquent, l'orbite aréostationnaire peut être définie comme environ 17 032 km au-dessus de la surface à l'équateur de Mars. Cette altitude produit une période orbitale égale à la période de rotation martienne (24 heures, 37 minutes). La latitude de l'orbite aréostationnaire est toujours égale à 0°.

## Perturbations orbitales
À ce jour, aucun satellite artificiel n'a été placé sur cette orbite, mais cela intéresse certains scientifiques qui envisagent un futur réseau de télécommunications pour l'exploration de Mars. Un astéroïde ou une station placée sur une orbite aréostationnaire pourrait également être utilisé pour construire un ascenseur spatial martien à utiliser pour les transferts entre la surface de Mars et l'orbite.
Cependant, tout satellite artificiel en orbite aréostationnaire nécessitera d'importantes manœuvres de maintien de la position orbitale, car il subira des perturbations orbitales de plus en plus grandes,. En effet, la ceinture de Clarke martienne se situe entre les orbites des deux satellites naturels de la planète. Phobos a un demi-grand axe de 9 376 km et Deimos a un demi-grand axe de 23 463 km. La proximité de l'orbite de Phobos en particulier (la plus grande des deux lunes) provoquera des effets de résonance orbitale indésirables, qui modifieront progressivement l'orbite de tout satellite aréostationnaire.